# Jüdische Gemeinde Göcklingen
Die jüdische Gemeinde Göcklingen in Göcklingen bestand bis ca. 1900. Sie gehörte zum Bezirksrabbinat Landau.

## Geschichte
Bereits im 17. Jahrhundert werden Juden genannt, die im Gebiet von Göcklingen lebten.  Bis zur Mitte des 19. Jahrhunderts stieg die Zahl der Mitglieder der jüdischen Gemeinde an und erreichte 1835 ihren Höchststand. Die Gemeinde gehörte zum Zuständigkeitsbereich des Bezirksrabbinat Landau. Ab Mitte des 19. Jahrhunderts kam es zu mehren Aus- und Abwanderungswellen, vorwiegend in die Vereinigten Staaten und im Zuge der fortschreitenden Industrialisierung in die größeren Städte. Dies führte dazu, dass auch die Zahl der jüdischen Einwohner von Göcklingen zurückging. Ca. 1900 verlor die Gemeinde aufgrund der geringen Mitgliederzahl ihre Eigenständigkeit. Die verbliebenen Einwohner gehörten ab diesem Zeitpunkt zur jüdischen Gemeinde Ingenheim. Nach 1924 verließen auch die drei letzten jüdischen Einwohner Göcklingen.

### Entwicklung der jüdischen Einwohnerzahl
| Jahr | Juden | Jüdische Familien | Bemerkung                                |
| ---- | ----- | ----------------- | ---------------------------------------- |
| 1801 | 26    |                   |                                          |
| 1808 | 41    |                   |                                          |
| 1825 | 72    |                   | 5 Prozent der Bevölkerung von Göcklingen |
| 1835 | 91    |                   |                                          |
| 1848 | 61    | 11                |                                          |
| 1875 | 41    |                   |                                          |
| 1900 | 13    |                   |                                          |
| 1910 | 9     |                   |                                          |
| 1924 | 3     |                   |                                          |

Quelle: alemannia-judaica.de; jüdische-gemeinden.de

## Einrichtungen

### Synagoge

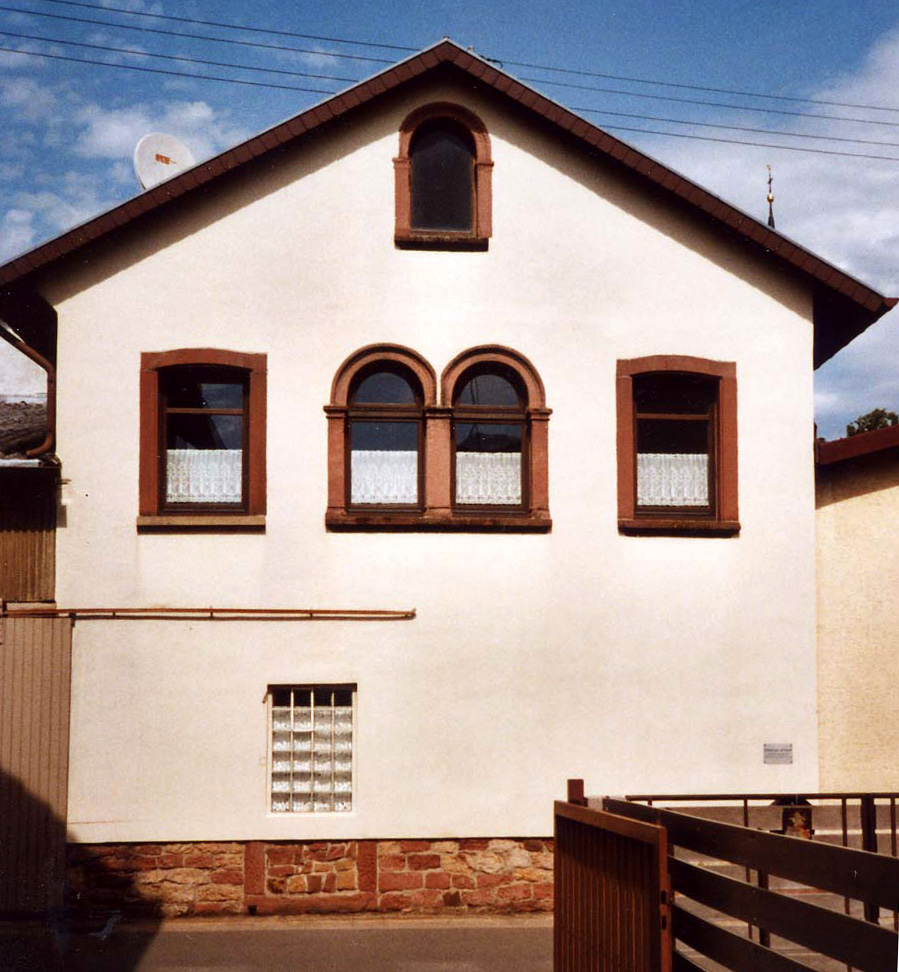
Ehemalige Synagoge

Die Synagoge wurde ca. 1850 in der heutigen Schulstraße 17 errichtet. Nach ihrer Aufgabe um 1900 wurde sie an einen Winzer verkauft und wird heute als Wohnhaus genutzt.

### Mikwe
Die Mikwe ist noch heute erhalten und befindet sich im Hinterhof der Gaststätte Sommer in der Hauptstraße 12.

### Friedhof
Über einen eigenen Friedhof verfügte die Gemeinde nicht. Bis Ende des 17. Jahrhunderts wurde der  jüdische Friedhof in Annweiler und ab dann der jüdische Friedhof in Ingenheim für Bestattungen genutzt.

### Schule
Die Gemeinde verfügte über eine jüdische Religionsschule. Sie war im selben Gebäude wie die Mikwe untergebracht. Auch diese Räumlichkeiten sind heute noch erhalten, werden aber als Abstellraum genutzt.

## Opfer des Holocaust
Im Gedenkbuch – Opfer der Verfolgung der Juden unter der nationalsozialistischen Gewaltherrschaft 1933–1945 und in der Zentralen Datenbank der Namen der Holocaustopfer von Yad Vashem werden folgende Mitglieder der jüdischen Gemeinschaft Göcklingen (die dort geboren wurden oder zeitweise lebten)  aufgeführt, die während der Zeit des Nationalsozialismus ermordet wurden:
| Name   | Vorname     | Todeszeitpunkt    | Alter     | Ort des Todes                 | Bemerkung | Quellen |
| ------ | ----------- | ----------------- | --------- | ----------------------------- | --- | --- |
| Emma   | van Geldern | 29. Juli 1942     | 83 Jahre  | Ghetto Theresienstadt         | Deportation am 21. Juli 1942 ab Düsseldorf nach Ghetto Theresienstadt (Transport VII/1 / Zug Da 70. Deportationsnummer im Transport: 217).                          | Yad Vashem (Datenbank, Datensatz Nr. 11503791 und 4907561) / Gedenkbuch für die Opfer der NS-Judenverfolgung in Deutschland |
| Mayer  | Else        | unbekannt         | unbekannt | Konzentrationslager Auschwitz | Deportation am 22. Oktober 1940 ab Karlsruhe nach Internierungslager Gurs. Deportation am 10. August 1942 ab Sammellager Drancy nach Konzentrationslager Auschwitz. | Yad Vashem (Datenbank, Datensatz Nr. 11590796) / Gedenkbuch für die Opfer der NS-Judenverfolgung in Deutschland             |
| Siegel | Gustav      | 25. November 1940 | 82 Jahre  | Internierungslager Gurs       | Deportation am 22. Oktober 1940 ab Mannheim nach Internierungslager Gurs.                                                                                           | Yad Vashem (Datenbank, Datensatz Nr. 11633210) / Gedenkbuch für die Opfer der NS-Judenverfolgung in Deutschland             |
| Wolff  | Rosa        | 7. Oktober 1943   | 86 Jahre  | Ghetto Theresienstadt         | Nach Luxemburg emigriert. Deportation am 6. April 1943 ab Luxemburg nach Ghetto Theresienstadt.                                                                     | Yad Vashem (Datenbank, Datensatz Nr. 11658198) / Gedenkbuch für die Opfer der NS-Judenverfolgung in Deutschland             |
| 1.     |             |                   |           |                               | | |